# Frankford (Delaware)
Frankford es un pueblo ubicado en el condado de Sussex en el estado estadounidense de Delaware. En el año 2000 tenía una población de 714 habitantes y una densidad poblacional de 391 personas por km².

## Geografía
Frankford se encuentra ubicado en las coordenadas 38°31′3″N 75°14′9″O / 38.51750, -75.23583.

## Demografía
Según la Oficina del Censo en 2000 los ingresos medios por hogar en la localidad eran de $35,333, y los ingresos medios por familia eran $35,729. Los hombres tenían unos ingresos medios de $24,375 frente a los $20,875 para las mujeres. La renta per cápita para la localidad era de $13,711. Alrededor del 14.5% de la población estaban por debajo del umbral de pobreza.